# Бели и черни гвелфи
Белите гвелфи и Черните гвелфи са двете фракции, в които те се противопоставят една на друга около края на XIII век – първо гвелфите от Пистоя и впоследствие тези от Флоренция, които стават хегемонна партия в града след изгонването на гибелините. Двете фракции се борят за политическа и следователно икономическа хегемония в града. Извън града, въпреки че и двете са поддръжници на папата, те се противопоставят в политическо, идеологическо и икономическо отношение.
Белите гвелфи, в полза на синьорията, са група семейства, отворени към народните сили, преследват политическа независимост и са поддръжници на политиката на по-голяма автономия спрямо папата, отхвърляйки неговата намеса в управлението на града и в различните решения. Черните гвелфи пък, които преди всичко представляват интересите на най-богатите семейства във Флоренция, са тясно свързани с папата заради икономически интереси и признават неговия пълен контрол върху вътрешните работи на Флоренция, като също така насърчават разширяването на папската власт в цяла Тоскана .
Съперничеството между двете фракции е в центъра на социалния и политически живот между края на XIII век и първото десетилетие на XIV век във Флоренция, Пистоя и други градове на Тоскана. Историческите епизоди, свързани с конфликтите, възникнали в партията на гвелфите, са обстойно обхванати в „Божествена комедия“, написана от Данте Алигиери през онези години.

## Бели и Черни гвелфи в Пистоя
Според разказ на историческия хронист Джовани Вилани, подкрепен и от други свидетелства като това на Дино Компани, именно в Пистоя двете фракции в партията на гвелфите са формирани за първи път. Всъщност възниква спор между децата от първия и втория брак на сем. Канчелиери, които са определени като „бели“ и „черни“ поради цвета на косата им, като децата от първия брак са по-големи. Анонимният пистойец в Istorie Pistolesi съобщава, че сблъсъкът е между Карлино ди Месер Гуалфреди от страната на Белите и Доре ди Месер Гулиелмо от страната на Черните. 
Двете фракции скоро разделят града наполовина, като правителствените позиции сега се избират по средата между едната и другата партия, установявайки окончателното съществуване на страните. Ситуацията в Пистоя е добре известна на флорентинците, които от известно време изпращат подест там, за да ръководи града. Флорентинците често се опитват да се възползват от тази слаба ситуация, прибирайки пари чрез безскрупулни магистрати, които лековато налагат глоби за честите разногласия, върху чиито имуществени глоби по закон им се полага процент.
Начело на фракцията на Черните гвелфи е Симоне да Пантано, приятел на Корсо Донати, а начело на Белите гвелфи е Скиата Амати, свързан със сем. Черки от Флоренция. И двамата са членове на семейство Канчелиери.
Претендентите или свадливите членове на семейството, създали безредици в града между 1294 и 1296 г., са заточени в близкия град Флоренция, където някои – Белите, намират подкрепата на сем. Черки, а другите, Черните – на сем. Донати. Впоследствие това разделение между онези, които, въпреки че защитават папата, не изключват завръщането или необходимостта от императора (т.е. Белите гвелфи), и тези, които вместо това намират за необходимо управлението да бъде поверено на папата, защото е „изпратен от Господа“, става все по-остро. Така се стига до сблъсъка в град Флоренция, спечелен от Черните, с последващото изгнание на всички Бели гвелфи, включително Данте Алигиери.

## Черки и Донати във Флоренция
След прогонването на гибелините от града и тяхното окончателно поражение в битката при Кампалдино (1289 г.) има надежда за период на мир във  Флоренция. Все пак съперничествата, първо на лично, а след това и на семейно ниво, постепенно се разпространяват в целия град, пораждайки ново разделение – това между Белите и Черните гвелфи, водени съответно от семействата Черки и Донати. Във Флоренция двете партии се зараждат постепенно, започвайки от някои семейни кавги, причинени от съседски проблеми: Черки, наскоро забогатели търговци (Данте ги нарича дивите, т.е. от провинцията), купуват няколко къщи – бивши домове на графовете Гуиди, до тези на гордите Донати и възникват някои разногласия, свързани с най-различни причини за съвместно съществуване. Днешните Кула на Черки и Кула на Донати във Флоренция могат да ни дадат представа къде са били разположени семейните сгради, макар че в древни времена притежанията на всяко семейство са се простирали до много повече съседни сгради. Съответните глави на семействата са Виери де Черки и Корсо Донати. Т. нар. Скандална уличка (Vicolo dello Scandalo) – криволичеща алея, която се вие между бул. и ул. „Алигиери“, е създадена през XIV век именно за да раздели имотите на двете фракции, когато в момент на най-голяма омраза те дори заплашват да разрушат вътрешните стени на къщите, за да атакувате враговете си през нощта. 
Възникването на конфликти също се благоприятства от съдебна система, която е лесно корумпируема и без солидни закони, с които да се разрешават споровете. Дино Компани разказва за различни епизоди, в които Корсо Донати и неговият клан са виновни, но чрез корупцията на съдиите винаги успяват да се измъкнат.

### Раждането на фракциите и избухването на насилие
В началото на XIV век това съперничество постепенно се увеличава и „малко по малко то увлича всички, дори религиозните лица, дори жените“ (Изодоро Дел Лунго, 1112:123). Това се дължи на системата на т. нар. консорциуми, т.е. кланове на съюзни семейства, които споделят обща политика, както вече се е случило по времето на двете благороднически семейства Амидеи и  Буонделмонти, което води до разделението между гвелфите и гибелини.
Нарастването на насилието между двете флорентински фракции е добре разказано във всички градски хроники, от тази на Дино Компани до тази на Джовани Вилани, за да бъде по-късно транспонирано в няколко песни от „Божествена комедия“ на Данте.
От обикновена завист към този, който има най-високата кула (по-богатите Черки, в сравнение с по-древните Донати или техните съюзници Паци), се преминава към поредица от несъгласия и взаимни клевети. Корсо Донати, наскоро овдовял, се жени повторно за Теса Убертини (1296 г.) ̟– роднина на Черки, но отказва на семейството всякакъв дял в наследството, което принадлежи на жената, въпреки обжалването пред съдебните органи от страна на Черки. Те са много разстроени от това и този финансов въпрос е първото несъгласие между двете страни.
Вторият епизод е този на битка между някои млади членове на семействата, вероятно само подрастващи: тъй като нито една от двете страни не иска да плати глобата за безредиците, те са задържани в Палата на подеста (Барджело), където обаче на Черки са им дадени отровни фокачи, което разболява консумиралите ги и шестима души умират (четирима Черки, един Портинари и един Бронти) – проклятие, в което е обвинен Корсо Донати, но вината му не е доказана (1298 г.). След този епизод Черки се дистанцират от събранията на партията на гвелфите, което довежда до нещо като противопоставяне, с което са солидарни много граждани (Лапо Салтарели, Донато Ристори и много обикновени хора), възмутени от поведението на Донати.
Третият важен епизод се случва по повод на погребението на жена в Олтрарно на Пиаца де Фрескобалди, близо до оригиналния мост „Санта Тринита“ (вероятно януари 1297 г.). Фактите са описани отлично от Компани:
| „           | Като Донати и Черки седяха на земята (тези, които не бяха рицари), едната страна срещу другата, един, или за да оправи дрехите си, или по друга причина, се стана. Противниците, поради подозрение, също се надигнаха и сложиха ръце на мечовете си; другите направиха същото: и се сбиха. | “ |
| Книга I, XX | |   |

Същинският сблъсък е избегнат поради намесата на други мъже, които блокират бунтовниците, но вечерта многобройни граждани се събират под къщите на Черки, предлагайки да отидат и да накажат Донати за обидата. Те категорично отказват да прибегнат до оръжие. Миролюбието на Черки (посочено като страхливост от Данте) ще бъде лайтмотивът на цялата история, тъй като те винаги отказват да провокират внезапна атака, която би им осигурила (може би) лесна победа поради огромното мнозинство от гражданите, които подкрепят тях и съюзниците. По-скоро Черки размахват като заплаха факта, че имат съюзници в Пиза и Арецо, които могат да се насочат срещу Флоренция. Това са гибелински градове и хвалбата със съюз с гибелините може да бъде нож с две остриета.
Новината за симпатията между Черки и гибелините не след дълго стига до ушите на папа Бонифаций VIII, който обаче все още не участва в противопоставянето (за него Данте казва в „Ад“ (Песен VI, ст. 69), че през 1300 г. балансира). Бонифаций VIII всъщност има много интереси във Флоренция като най-важният финансов център на полуострова и дължи финансирането на дейността си на флорентинския капитал. Той изпраща миротворец във Флоренция – кардинал Матео д'Акуаспарта (юни 1300 г.), който обаче скоро напуска, тъй като партиите не го делегират да взема решения. След това кардиналът се установява в Лука . Междувременно Съветът на стоте, в който Дино Компани и Данте Алигиери също участват като приори, взема решение да ограничи лидерите на двете фракции в опит да успокои нещата. Споразумението, както скоро ще видим, няма резултат и самият Данте смята проблемите си свързани с тази своя намесата в управлението, тъй като по този повод той привлича протестите както на врагове, така и на приятели.
Водачите на Донати са изпратени в Кастел дела Пиеве (близо до Урбино) и те са Корсо Донати и брат му Синибалдо, Росо и Роселино Дела Тоза, Пацино и Джакиното де Паци, Джери Спини и Порко Раниери. Частта от Черки е изпратена в противоположния край на Тоскана, в Сардзана. Джентиле, Ториджано и Карбоне де Черки, Гуидо Кавалканти, Баскиери дела Тоза, Балдиначо Адимари и Налдо дей Герардини ди Монталяри са затворени. Донати обаче хитро изчакват враждуващите водачи да си тръгнат и отказват да напуснат града. В този критичен момент, през който те лесно биха завзели господството, кардинал Акуаспарта тръгва към Флоренция, за да помогне на Донати с армията на Лука. Настъплението му веднага е блокирано с дипломация и той влиза в града, но без армия. Тук става ясно, че като миротворец той всъщност отговаря за фаворизирането на страната на Донати, което предизвиква известно недоволство към неговата фалшиво неутрална фигура. Той напуска града малко след това, за да не стъпи никога повече.

### Кървавите събития на Майските календи
Началото на същинската въоръжена борба настъпва поради сбиване между млади представители на двете семейства. На 1 май (Майски календи) 1300 г. се разразява битка между членовете на двете семейства на пл. „Санта Тринита“. По време на въоръжената битка носът на Риковерино де Черки е отрязан от член на сем. Донати, може би Пиеро Спини, може би някой от Паци. Това е първото кърваво събитие от сблъсъка. След този епизод Корсо Донати и други нарушават заточението, като отиват в Рим, за да молят папа Бонифаций VIII да се намеси, тъй като до този момент се се образували две враждуващи фракции, едната от които – фракцията на Черки се е съюзила с гибелините. Папата вика Виери де Черки в Рим, за да поиска обяснения, и той отива прилежно да докладва как неговата гвелфска вяра е солидна, но как не е възможно да се сключи мир с другата страна. Заточените Черки, с подкрепата на Лотеринго Герардини, след това се връщат в града и малко след това са последвани от водачите на Донати. Същата есен Бонифаций VIII назначава Шарл Валоа – брат на Филип Хубави от Франция, за Пачаро на Тоскана – позиция, която не е добре дефинирана и която мнозина смятат за заплашителна. В този период във Флоренция пристигат и изгнаниците от Черната партия на Пистоя, оттогава съюзници на флорентинците Донати, и оттук нататък двете фракции се наричат Черни и Бели.
Политическата линия на Черните се развива все по-ясно като елитарна, пропапска, израз на новата търговска и градска аристокрация, докато Белите, в чиито редици се борят Данте Алигиери и Петрако – бащата на Франческо Петрарка, са по-близки с народа и с по-равноотстоща политическа визия между папството и империята. По същество, разглеждайки и икономическите факти, Черните вярват, че за да се сдобият с управлението на папските финанси ̟– привилегия, която тогава и през идния век е запазена за флорентинските банкери, всяка папска намеса е добре дошла. Белите пък смятат за необходимо преди всичко да запазят свободите и републиканската структура и следователно също да запазят прерогативите на най-древното благородническо и феодално благородство. Неслучайно сред Белите има представители на феодални фамилии като Герардини ди Монталяри, които за последен път се опитват да се противопоставят на раждането на Комуна Флоренция.

### Изгнанието на Черните гвелфи
Разкрито е, че Донати заговорничат, за да елиминират Бялата партия на таен съвет, проведен в Санта Тринита през юни 1301 г. След като т. нар. Съвет на Санта Тринита е разкрит (Симоне де Барди, съпруг на Беатриче Портинари, също е замесен), а Черните са сурово наказани с изгнание на лидерите на фракцията, глоби и конфискации. Това е мимолетната победа на Белите, цитирана от Данте в пророчеството на Чако: „“
| „                         | [...] „След дълъг спор / ще стигнат до кръв и селската партия [Белите гвелфи] / ще прогони другата с големи щети. / | “ |
| ,Ад“, Песен VI, ст. 64-66 | |   |

След като пристигнат в папския двор, сигурни, че ще бъдат посрещнати от папата и от многобройните кредитни институции в техни ръце, които действат печелившо в Рим, Черните гвелфи казват на папа Бонифаций за поражението си. В отговор последният кара Шарл Валоа да се намеси в града, въпреки известното посолство на Черки, в което Данте Алигиери се появява като посланик заедно с Мазо Минербети и Кораца да Синя.

### Намесата на Шарл Валоа и изгнанието на Белите гвелфи
Френският принц е във Флоренция от 1 ноември 1301 г. на ужким учтиво посещение, което поражда много безпокойство сред флорентинците. Влиза с голяма помпозност, с коне и копиеносци, с официалното намерение да възстанови мира между фракциите, воюващи в името на папата, и тържествено се заклева да не нанася щети на града и неговите институции по каквато и да е причина. Има много истории, разказани от Компани, като тази, според която Шарл кани приорите в резиденцията си в домовете на Фрескобалди: те обаче са подозрителни и само трима отиват и като пристигат, разбират с неохота,че не са желани и че поканата може би е била само тромав опит да бъдат затворени всички. 
Шарл обаче започва да обнародва сурови закони и изисква плащането на данък, за да издържа своята милиция. Той също така назначава Канте Габриели от Губио за върховната флорентийска магистратура – тази на подест, човек, верен на Църквата и на политическите планове на Бонифаций VIII (9 ноември 1301 г.).
Прогресивната окупация на властта означава, че няма реакции, когато Донати започват да се връщат в града един по един, не само нарушавайки разпоредбата за изгнание, но участвайки в грабежи, убийства и други зверства. Шарл Валоа също решава да използва хитрости, с цел да елиминира враждебни към него елементи, както при откриването на документ, който би доказал съществуването на заговор срещу него (1302 г.). Този документ, който все още съществува в Държавния архив, е представен от нотариален акт, договорен между Черки, Герардини и Сиенската република: обаче никога не е изяснено дали е оригинал или постановка, измислена от Черните гвелфи, като би изглеждало. Факт е, че това е и извинението да се изкоренят последните издънки на аристократите на синьорията от провинцията и всъщност с разрушаването на замъка на Монталяри феодалната епоха в Тоскана приключва.
До октомври 1302 г. властта вече е в ръцете на Черните гвелфи, превзели всички държавни служби с подкрепата на папата и Шарл. До 30 юни 1302 г., края на службата си на подест, Канте Габриели е отговорен за 170 смъртни присъди и експулсирането на приблизително шестстотин граждани от бялата фракция.

### Сближаване между Белите гвелфи и гибелините
Изгонването от Флоренция, с опита на изгнание и опитите да се върнат в града със сила, тласка Белите гвелфи да търсят подкрепата на гибелинската партия, както се вижда напр. от битката през 1303 г. край Кастел Пуличано. В нея флорентинските изгнаници се обединяват с гибелините на Скарпета Орделафи – господар на Форли, при когото Данте намира убежище през същата година, получавайки длъжността на секретар. Ето как Дино Компани представя епизода: „Третата злополука на Белите и гибелините (която ги събра заедно и двете имена бяха сведени до едно) поради тази причина: тъй като Фолчиери да Калволи бе подест на Флоренция, Белите нарекоха Скарпета дели Ордалафи техен капитан – млад и умерен мъж, враг на Фолчиери.“ Двамата всъщност са били вече противници у дома, във Форли, където партията на Орделафи е имала надмощие. Но във въпросната битка победител е Фулчиери.

### Тозинги и Донати
След прогонването на Белите гвелфи градските конфликти се успокояват, но само за кратко: Росо дела Тоза и Корсо Донати, и двамата Черни гвелфи, се сблъскват помежду си за управлението на града, пораждайки две нови фракцииː Тозинги и Донати. Например през 1301 г. Тозинги успяват да наложат своя контрол над епархията с техния общ епископ Лотиери дела Тоза. Корсо отговори на това първо, като се съюзява с Кавалканти (чиито къщи са изгорени поради този съюз), а след това, няколко години по-късно, стига дотам, че да потърси съюз сред гибелините изгнаници, събуждайки гнева на Фракцията на Тозингите която през 1308 г. се опитва да го убие, успявайки след бурен ден (записан от Данте в „Чистилище“, Песен XXIV, стих. 79-87), в който също са ограбени и опожарени къщите на бул. „Донати“. След този последен епизод на насилие и изгонването на Донати градът започва да нормализира своя политически и социален живот, докато на хоризонта изникват нови семейства. Флорентинските гвелфи претърпяват поражения в битката при Монтекатини през 1315 г. и в битката при Алтопашо през 1325 г., и двете срещу силите на гибелините.

### Семейства – Черни и Бели гвелфи в Пистоя и Флоренция
| Бели гвелфи - Канчелиери (една част) - Черки - Адимари (една част) - Алигиери - Амунити - Анджолиери - Кавалканти - Дела Тоза (една част) - Корсини (една част) - Фалкониери - Флорини - Герардини - Моци - Орландини - Руфоли - Скали - Салтерели - Симонети - Кастракани - Куартиджани - Панчатики | Черни гвелфи - Канчелиери (една част) - Донати - Адимари (една част) - Барди - Бордони - Черетани - Дела Тоза (една част) - Франчески - Фрескобалди - Джанфиляци - Паци - Риналди - Роси - Торнакуинчи (по-късно Торнабуони) - Спини - Корсини (една част) |